# Radian

Trên cung tròn bất kỳ có bán kính R, có cung bằng độ dài bán kính được gọi là cung có số đo 1 radian hay cung 1 radian. Góc ở tâm chắn cung 1 radian được gọi là góc có số đo 1 radian hay góc 1 radian. Một đường tròn tương ứng với góc 2π = 360^{o}

Radian (có thể đọc là ra-đi-an) là một đơn vị chuẩn đo góc phẳng và được dùng phổ biến trong toán học. Radian là một đơn vị tỷ lệ giống như Decibel, có nghĩa là nó không có đại lượng độc lập cụ thể, nó là tỷ lệ độ dài cung tròn trên độ dài bán kính. Vì thế, 1 rad ứng với bán kính 5m là cung tròn 5m. Trong vẽ kỹ thuật, khi cần vẽ một cung tròn độ dài nhất định, người vẽ cần phải đưa vào thông số bán kính (có đơn vị cài đặt trước hoặc đơn vị rỗng) và đơn vị góc radian. Đối với đường tròn đơn vị, độ lớn góc radian bằng luôn chiều dài cung tròn, mà chu vi nửa cung tròn là {\displaystyle \pi r}, tương đương {\displaystyle 180^{\circ }} do vậy 1 radian bằng{\displaystyle {\frac {180}{\pi }}} độ (xấp xỉ 57,3 độ), với đường tròn khác đường tròn đơn vị, 1 radian đạt được khi chiều dài cung tròn bằng với bán kính đường tròn. Radian vốn dĩ từng là đơn vị bổ sung SI vì theo định nghĩa {\displaystyle 1\,\mathrm {rad} ={\frac {1\mathrm {m} }{1\mathrm {m} }}=1}, do đó nó không có đơn vị là vì vậy. Nhưng bởi vì mối quan hệ tỷ lệ mật thiết của nó với đơn vị đo góc độ nên nó được đặt tên là radian và được dùng thay thế cho đơn vị đo góc độ; tuy nhiên, thể loại đơn vị này bị bỏ từ năm 1995 và từ đó radian được xem là đơn vị dẫn xuất SI. Đơn vị SI để đo góc khối là steradian.
Radian được ký hiệu là rad hay hiếm hơn là chữ c viết lên trên (c). Ví dụ, 1 radian được ký hiệu là 1 rad hoặc 1 c (thường bị nhầm thành "1°").

## Định nghĩa

Hình minh họa góc alpha 1 radian

Một radian là độ đo góc phẳng giữa hai bán kính của một đường tròn cắt trên một vòng tròn với cung có chiều dài bằng bán kính. Tổng quát hơn, độ lớn tính bằng radian tương đương với tỉ số giữa chiều dài cung tròn và bán kính đường tròn. Công thức tính là θ = s /r, trong đó "θ" là góc chắn cung (tính bằng radian), "s" là chiều dài cung còn "r" là bán kính. Ngược lại, chiều dài cung bị chắn bằng bán kính đường tròn nhân với độ lớn của góc chắn cung tính bằng radian; công thức là s = rθ. Do là tỉ số giữa hai chiều dài nên radian là giá trị không thứ nguyên, tức không cần ký hiệu đơn vị đi kèm, do đó trong toán học gần như người ta không viết ký hiệu "rad". Trong trường hợp không có ký hiệu đơn vị đi kèm thì cần hiểu giá trị đo góc đó tính bằng radian, trong khi nếu giá trị đó đo bằng độ thì cần có ký hiệu °.
Độ lớn tính bằng radian của một vòng hoàn chỉnh (360 độ) là bằng chiều dài chu vi chia cho bán kính, tức là bằng 2πr/r hay 2π.

## Lịch sử
Có nguồn xem Roger Cotes là người đưa ra khái niệm radian vào năm 1714. Tuy nhiên, ý tưởng đo góc bằng chiều dài cung đã có từ trước đó. Ghiyath al-Kashi (khoảng 1400) dùng "phần đường kính" làm đơn vị đo góc, trong đó 1 "phần đường kính" tương đương 1/60 radian; ông cũng dùng các đơn vị nhỏ hơn bằng cách lấy các phần đường kính chia cho 60.
Thuật ngữ "radian" lần đầu tiên xuất hiện trên bản in vào ngày 5 tháng 6 năm 1873 bởi James Thomson (anh của William Thomson) ở Trường Đại học Queen's, Belfast. Ông dùng từ này ngay từ năm 1871, trong khi vào năm 1869 thì Thomas Muir ở Đại học St. Andrews đã do dự giữa các từ "rad", "radial" và "radian". Năm 1874, Muir chấp nhận dùng từ "radian" sau khi tham vấn với James Thomson.

## Chuyển đổi

### Chuyển đổi giữa radian và độ

Biểu đồ đổi đơn vị giữa độ và radian

Một radian tương đương 180/π độ. Do đó khi muốn đổi từ radian sang độ thì lấy giá trị tính bằng radian chia π nhân 180. Ngược lại, để đổi từ độ sang radian thì lấy giá trị tính bằng độ nhân với π/180.

#### Dẫn xuất của phép chuyển đổi từ radian sang độ
Chu vi đường tròn được tính bằng công thức {\displaystyle 2\pi r}, trong đó {\displaystyle r} là bán kính đường tròn. Vì vậy có quan hệ tương đương sau:
{\displaystyle 360^{\circ }\iff 2\pi r} [Do cần quay một góc {\displaystyle 360^{\circ }} để vẽ được đường tròn hoàn chỉnh]
Theo định nghĩa radian thì một đường tròn hoàn chỉnh đại diện cho:
{\displaystyle {\frac {2\pi r}{r}}{\mbox{ rad}}}
{\displaystyle =2\pi {\mbox{ rad}}}
Kết hợp hai mối quan hệ trên, thu được:
{\displaystyle 2\pi {\mbox{ rad}}=360^{\circ }}
{\displaystyle \Rrightarrow 1{\mbox{ rad}}={\frac {360^{\circ }}{2\pi }}}
{\displaystyle \Rrightarrow 1{\mbox{ rad}}={\frac {180^{\circ }}{\pi }}}

### Chuyển đổi giữa radian và gradian
{\displaystyle 2\pi } radian tương đương 1 vòng, tức 400g. Vì vậy, nếu muốn đổi từ radian sang gradian thì lấy giá trị tính bằng radian nhân với {\displaystyle 200/\pi },. Ngược lại, để đổi từ grad sang radian thì lấy giá trị tính bằng grad nhân với {\displaystyle \pi /200}
Bảng dưới đây liệt kê các giá trị chuyển đổi hay dùng:
| Đơn vị  | Giá trị | Giá trị                               | Giá trị                            | Giá trị                               | Giá trị                            | Giá trị                         | Giá trị                             | Giá trị               |
| ------- | ------- | ------------------------------------- | ---------------------------------- | ------------------------------------- | ---------------------------------- | ------------------------------- | ----------------------------------- | --------------------- |
| Vòng    | 0       | {\displaystyle {\tfrac {1}{12}}}      | {\displaystyle {\tfrac {1}{8}}}    | {\displaystyle {\tfrac {1}{6}}}       | {\displaystyle {\tfrac {1}{4}}}    | {\displaystyle {\tfrac {1}{2}}} | {\displaystyle {\tfrac {3}{4}}}     | 1                     |
| Độ      | 0°      | 30°                                   | 45°                                | 60°                                   | 90°                                | 180°                            | 270°                                | 360°                  |
| Radian  | 0       | {\displaystyle {\tfrac {\pi }{6}}}    | {\displaystyle {\tfrac {\pi }{4}}} | {\displaystyle {\tfrac {\pi }{3}}}    | {\displaystyle {\tfrac {\pi }{2}}} | {\displaystyle \pi }            | {\displaystyle {\tfrac {3\pi }{2}}} | 2{\displaystyle \pi } |
| Gradian | 0g      | {\displaystyle {\tfrac {100^{g}}{3}}} | 50g                                | {\displaystyle {\tfrac {200^{g}}{3}}} | 100g                               | 200g                            | 300g                                | 400g                  |

## Thuận lợi của việc đo góc bằng radian

Một số góc phổ biến được đo bằng radian. Tất cả các đa giác ở đây đều là đa giác đều.

Trong vi tích phân và hầu hết các phân ngành của toán học - ngoại trừ hình học ứng dụng - thì góc được đo phổ biến bằng radian. Điều này là do radian mang "bản chất tự nhiên" của toán học, giúp thể hiện nhiều kết quả quan trọng của toán học đẹp hơn.
Các kết quả trong giải tích toán học liên quan đến hàm lượng giác trông sẽ gọn và đẹp mắt khi được thể hiện bằng radian. Ví dụ, việc dùng radian giúp công thức giới hạn sau trông gọn hơn:
{\displaystyle \lim {h\rightarrow 0}{\frac {\sin h}{h}}=1,}
Đây là gốc của nhiều đẳng thức căn bản trong toán học, bao gồm
{\displaystyle {\frac {d}{dx}}\sin x=\cos x}
{\displaystyle {\frac {d^{2}}{dx^{2}}}\sin x=-\sin x.}
Do các tính chất này và các tính chất khác mà các hàm lượng giác dùng trong lời giải các bài toán thường không có liên quan rõ ràng với ý nghĩa hình học của hàm đó (ví dụ lời giải của phép vi phân {\displaystyle {\frac {d^{2}y}{dx^{2}}}=-y}, tính nguyên hàm {\displaystyle \int {\frac {dx}{1+x^{2}}}},...).
Các hàm lượng giác cũng có hình thức gọn và đẹp nếu dùng đơn vị radian. Ví dụ chuỗi Taylor cho sin x:
{\displaystyle \sin x=x-{\frac {x^{3}}{3!}}+{\frac {x^{5}}{5!}}-{\frac {x^{7}}{7!}}+\cdots .}
Nếu "x" được thể hiện bằng đơn vị độ thì chuỗi trên sẽ chứa nhiều thừa số rối rắm dưới dạng lũy thừa của π/180:
{\displaystyle \sin x\mathrm {deg} =\sin y\mathrm {rad} ={\frac {\pi }{180}}x-\left({\frac {\pi }{180}}\right)^{3}\ {\frac {x^{3}}{3!}}+\left({\frac {\pi }{180}}\right)^{5}\ {\frac {x^{5}}{5!}}-\left({\frac {\pi }{180}}\right)^{7}\ {\frac {x^{7}}{7!}}+\cdots .}
Mối quan hệ giữa hàm sin và côsin và hàm mũ (ví dụ, công thức Euler) cũng đẹp và gọn hơn với đơn vị là radian.

## Phân tích thứ nguyên
Mặc dù radian là đơn vị đo lường nhưng nó là giá trị không thứ nguyên. Có thể thấy điều này từ định nghĩa đã nêu: giá trị radian của góc ở tâm chắn cung tròn bằng với tỉ số giữa chiều dài cung bị chắn và bán kính. Do đơn vị đo đã bị khử trong kết quả nên tỉ số này là giá trị không thứ nguyên.
Mặc dù hệ tọa độ cực và hệ tọa độ cầu dùng radian để mô tả tọa độ trong không gian hai chiều và ba chiều nhưng radian là dẫn xuất từ tọa độ bán kính, do vậy số đo góc bằng radian vẫn là không thứ nguyên.

## Dùng trong vật lý học
Radian được sử dụng rộng rãi trong vật lý học khi cần đo góc. Ví dụ, vận tốc góc nhìn chung được đo bằng radian trên giây (rad/s). Một vòng quay trong một giây thì tương đương 2π rad/s.
Tương tự, gia tốc góc cũng thường được đo bằng radian trên giây trên giây (rad/s2).
Nhằm mục đích phân tích thứ nguyên thì đơn vị tương ứng s−1 và s−2.
Pha của hai sóng cũng đo bằng radian. Ví dụ, nếu độ lệch pha giữa hai sóng là (k·2π) radian (trong đó k là số nguyên) thì chúng được xem là cùng pha, trong khi nếu độ lệch pha là (k·2π + π) radian (trong đó k là số nguyên) thì chúng được xem là ngược pha.

## Phân độ radian
Các tiền tố SI chẳng hạn như {\displaystyle \mu ,m,...} được dùng hạn chế với đơn vị rad để tạo ra phân độ radian; trong toán học người ta không dùng các số nhân (hay còn gọi là bội số) này.
Trong một đường tròn có 2π × 1000 milliradian (≈ 6283,185 mrad). Vì vậy 1 milliradian lượng giác xấp xỉ 1⁄6283 đường tròn. Các nhà sản xuất thiết bị ngắm bắn sử dụng đơn vị này.
NATO và một số tổ chức quân sự sử dụng con số xấp xỉ với một milliradian lượng giác (0,001 rad) gọi là mil góc. 1 mil góc tương đương 1⁄6400 đường tròn và nhỏ hơn 1-⅞% so với 1 milliradian. Do sự tiện lợi do con số 6400 mang lại khi cần tính toán các góc nhỏ trong việc ngắm súng mà người ta chấp nhận bỏ qua sai số toán học nhỏ này. Trong quá khứ, các hệ thống pháo binh còn dùng các giá trị xấp xỉ với giá trị 1⁄2000π, ví dụ Thụy Điển dùng 1⁄6300 còn Liên Xô dùng 1⁄6000.
Trong thiên văn học, người ta có dùng các bội số nhỏ hơn như microradian (μrad) và nanoradian (nrad). Độ phân kỳ của chùm tia laser cũng đo bằng mrad hoặc bội số nhỏ hơn như μrad và nrad.